# Grapeland
Grapeland är en ort i Houston County i Texas. Vid 2010 års folkräkning hade Grapeland 1 489 invånare.